# Harpalyke (vệ tinh)
Harpalyke /hɑːrˈpælɪkiː/, hay còn được gọi là Jupiter XXII là một vệ tinh dị hình của sao Mộc. Vệ tinh này được phát hiện bởi một nhóm các nhà thiên văn học từ Đại học Hawaii do Scott S. Sheppard dẫn đầu năm 2000, và tên được chỉ định tạm thời cho vệ tinh này là S/2000 J 5. Vào tháng 8 năm 2003, vệ tinh này được đặt tên chính thức là Harpalyke, con gái của Clymenus, là người tình của Zeus trong một số ghi chép.